# Wojciech Rotowski
Wojciech Rotowski (ur. 23 sierpnia 1993 w Warszawie) – polski aktor teatralny, filmowy i dubbingowy. Dyplomowany iluzjonista. Certyfikowany pirotechnik.

## Życiorys
Ukończył Szkołę Muzyczną I stopnia im. Henryka Wieniawskiego (saksofon, fortepian), 21 Społeczne Liceum Ogólnokształcące im. Jerzego Grotowskiego oraz Państwową Szkołę Sztuki Cyrkowej w Warszawie (2012) – jest dyplomowanym iluzjonistą. W 2016 roku ukończył Warszawską Szkołę Filmową na kierunku Reżyseria: Montaż filmowy.
Występował w Teatrze Muzycznym „Roma”. Od 2010 roku jest członkiem Europejskiego Klubu Iluzjonistów. Jest znany z serialu „Do dzwonka” gdzie wcielał się w postać Matiego. Podkładał głos Fabianowi Ruterowi w serialu Nickelodeon, „Tajemnice domu Anubisa”. Napisał scenariusz, wyreżyserował oraz gra główną rolę w spektaklu „Czarodziej” w teatrze Palladium w Warszawie.
Jest założycielem agencji artystycznej Magic Crew, a prywatnie wielkim fanem „Władcy Pierścieni” i trylogii „Hobbita”.

## Role filmowe
- 2015: Nie rób scen – iluzjonista „Magic Mike” (odc. 5)
- 2014: Plus minus – żołnierz
- 2014: Ojciec Mateusz – Bono (odc. 152)
- 2013: Ojciec Mateusz – Artur Prokop (odc. 134)
- od 2012: Na Wspólnej – Jarek Berg
- 2012: Prawo Agaty – Paweł Sitnik, II seria odc. 1
- 2012: Wałęsa. Człowiek z nadziei – chłopak
- 2012: Do dzwonka Cafe – Mati
- 2010–2011: Do dzwonka – Mati, sezon 2
- 2010–2011: Prosto w serce – Jakub Dobroś
- 2010: Hotel 52 – Patryk (odc. 13)
- 2005: Niania – chłopiec

## Role teatralne
- 2016: Hawaje, czyli przygody siostry Jane – Peter, reż. M. Sławiński, Teatr „Capitol” w Warszawie
- 2015: Czarodziej – Czarodziej, reż. Wojciech Rotowski, Teatr Palladium w Warszawie
- 2012: Piotruś Pan – Piotruś, reż. J. Połoński, Teatr „Capitol” w Warszawie
- 2011: Aladyn jr. – Aladyn, reż. W. Kępczyński, Teatr Muzyczny „Roma” w Warszawie
- 2007: Akademia Pana Kleksa – Adaś Niezgódka, reż. Wojciech Kępczyński, Teatr Muzyczny „Roma” w Warszawie, Teatr Muzyczny Rampa (2002/2010)
- 2009: Świat Bastiana – bohater, przygotowanie, nadzór i wykonanie elementów iluzjonistycznych i pirotechnicznych, reż. T. Kurpias
- 2009: Obcy – Julek, reż. T. Kurpias
- 2006: Przygody Sary – nagranie piosenek do spektaklu i na płytę, reż. T. Kurpias
- 2005: Mały Książę – mały pilot, zespół taneczny, reż. T. KurpiaS
- 2004: Dziewczyna i chłopak, czyli heca na 14 fajerek – Tomek – Łukasz, reż. T. Kurpias
- 2004: O dobry dzień – Mateusz, reż. T. Kurpias

## Inne dokonania
- 2016: Nos – opracowanie efektów iluzjonistyczno – pirotechnicznych, reż. J. Wiśniewski, OCH Teatr
- 2015: Prapremiera Dreszczowca – opracowanie i wykonanie efektów iluzjonistyczno – pirotechnicznych, reż. G. Warchoł, OCH Teatr
- 2015: Calineczka – konsultacje iluzjonistyczne, reż. M. Szabłowska, Teatr Komedia
- 2014: Jak zostałam wiedźmą – efekty iluzjonistyczne i pirotechniczne, reż. A. Glińska
- 2014: Wiśniowy sad – efekty iluzjonistyczne i pirotechniczne, reż. A. Glińska
- 2012: Violetta – Thomas Heredia (polski dubbing)
- 2011–2013: Tajemnice domu Anubisa – Fabian Ruter (polski dubbing)
- 2010: Jak Karolek został Papieżem – Karolek, Teatr Polskiego Radia
- 2009: Jeziorany, Teatr Polskiego Radia
- 2009: Teleranek w TVP1 – prowadzący program
- od 2008: nagrania dubbingowe dla TV (m.in. dla Disney Chanel, Disney XD, Nickelodeon, Jetix, Mini Mini, TVP1), kina oraz na DVD[3]